# Morden metróállomás
A Morden a londoni metró egyik állomása a 4-es zónában, a Northern line végállomása.

## Története
Az állomást 1926. szeptember 13-án adták át a City and South London Railway részeként. Napjainkban a Northern line vonatai szolgálják ki.

## Forgalom
| Járat | Útvonal | Gyakoriság     |
| ----- | --- | -------------- |
|       | (Edgware és High Barnet felől –) Kennington – Oval – Stockwell – Clapham North – Clapham Common – Clapham South – Balham – Tooting Bec – Tooting Broadway – Colliers Wood – South Wimbledon – Morden | 2-3 percenként |

## Átszállási kapcsolatok
| Állomás | Átszállási kapcsolatok        |
| ------- | ----------------------------- |
| Morden  | Helyi buszok (Morden Station) |

## Fordítás
- Ez a szócikk részben vagy egészben  a   Morden tube station című angol Wikipédia-szócikk fordításán alapul.  Az eredeti cikk szerkesztőit annak laptörténete sorolja fel. Ez a jelzés csupán a megfogalmazás eredetét és a szerzői jogokat jelzi, nem szolgál a cikkben szereplő információk forrásmegjelöléseként.